# Formerie
Formerie ist eine französische Gemeinde mit 2.101 Einwohnern (Stand 1. Januar 2022) im Département Oise in der Region Hauts-de-France. Sie gehört zum Arrondissement Beauvais und zum Kanton Grandvilliers.

## Lage
Die Gemeinde Formerie liegt in der Heckenlandschaft Pays de Bray, rund 34 Kilometer nordwestlich von Beauvais an der Grenze zum Département Seine-Maritime. Sie wird von der Bahnlinie von Amiens nach Rouen durchquert, die in Formerie einen Bahnhof hat.
Nachbargemeinden sind Blargies im Norden, Bouvresse im Nordosten, Monceaux-l’Abbaye im Osten, Mureaumont und Campeaux im Südosten, Canny-sur-Thérain im Süden, Grumesnil im Südwesten, Haucourt im Westen und Criquiers im Nordwesten.

## Geschichte
Die Commune nouvelle Formerie entstand mit Wirkung vom 1. Januar 2019 durch die Zusammenlegung der früheren Gemeinden Formerie und Boutavent, die in der neuen Gemeinde den Status einer Commune déléguée haben. Der Verwaltungssitz ist im Ort Formerie.

## Bevölkerungsentwicklung
| Jahr                                                                  | 1962 | 1968 | 1975 | 1982 | 1990 | 1999 | 2016 | 2021 |
| --------------------------------------------------------------------- | ---- | ---- | ---- | ---- | ---- | ---- | ---- | ---- |
| Einwohner                                                             | 1819 | 2044 | 2141 | 2249 | 2260 | 2246 | 2255 | 2105 |
| Quellen: Cassini und INSEE (bis 2016 Addition der Vorgängergemeinden) |      |      |      |      |      |      |      |      |

## Sehenswürdigkeiten

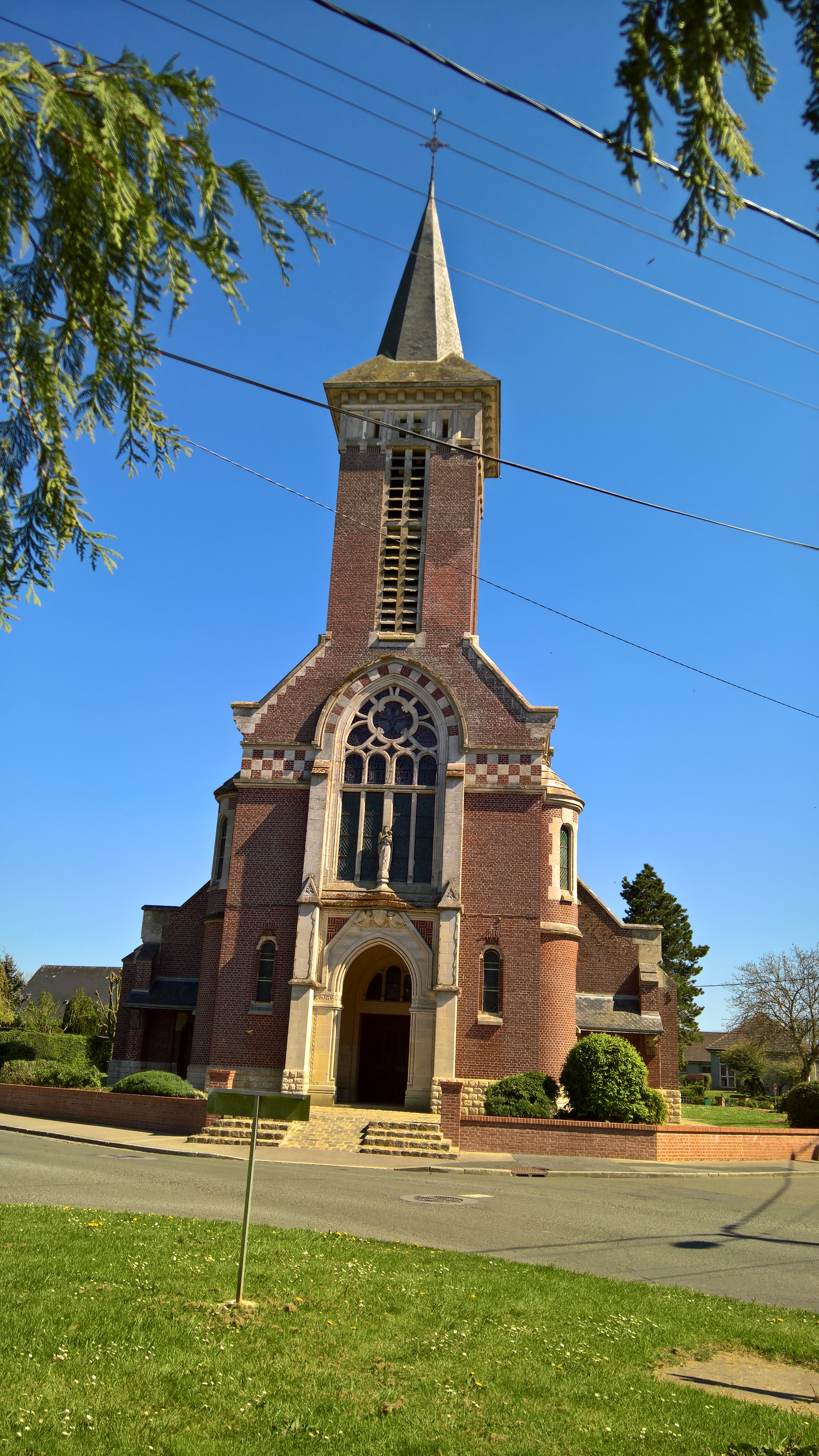
Kirche Notre-Dame
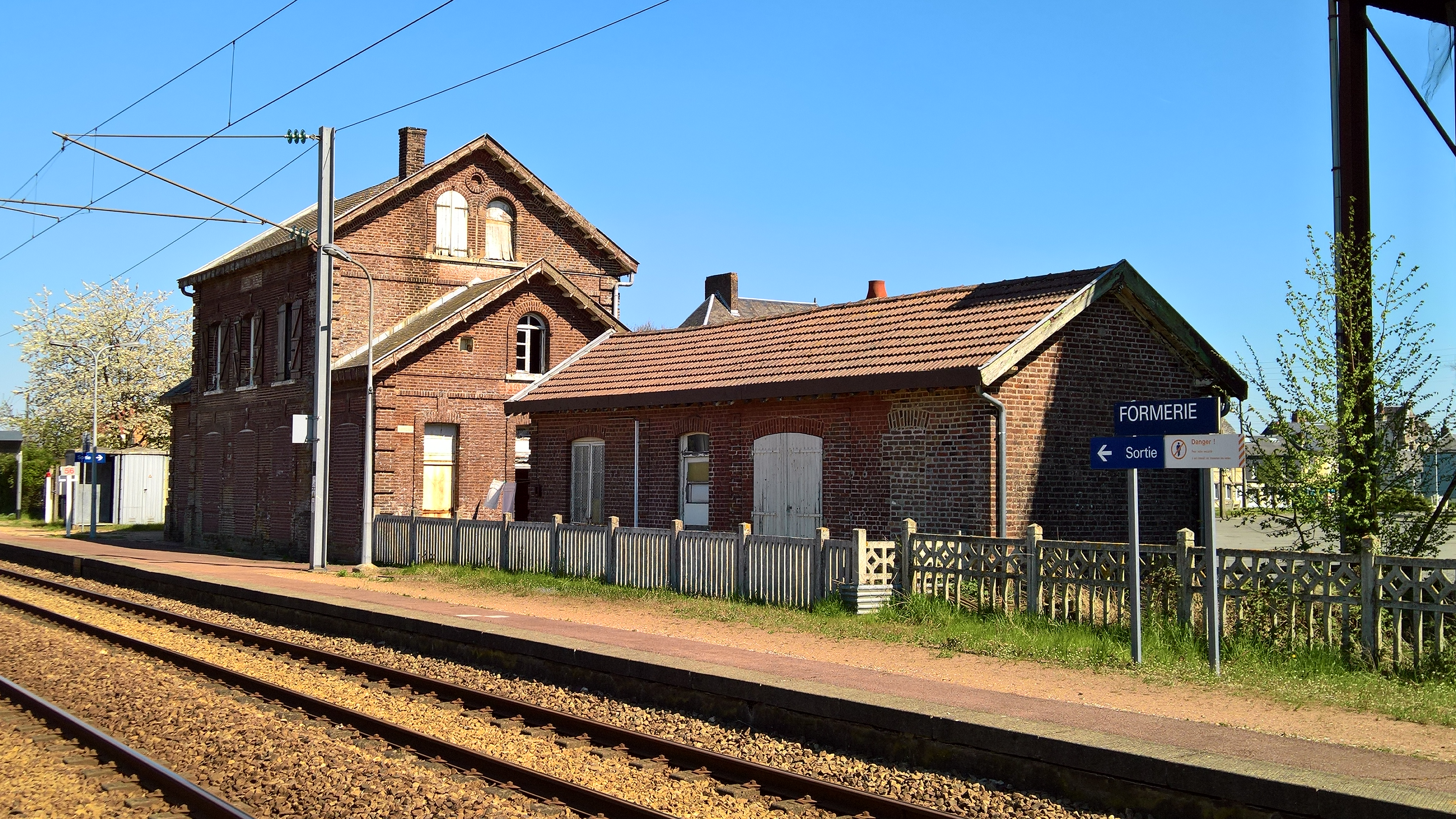
Bahnhof
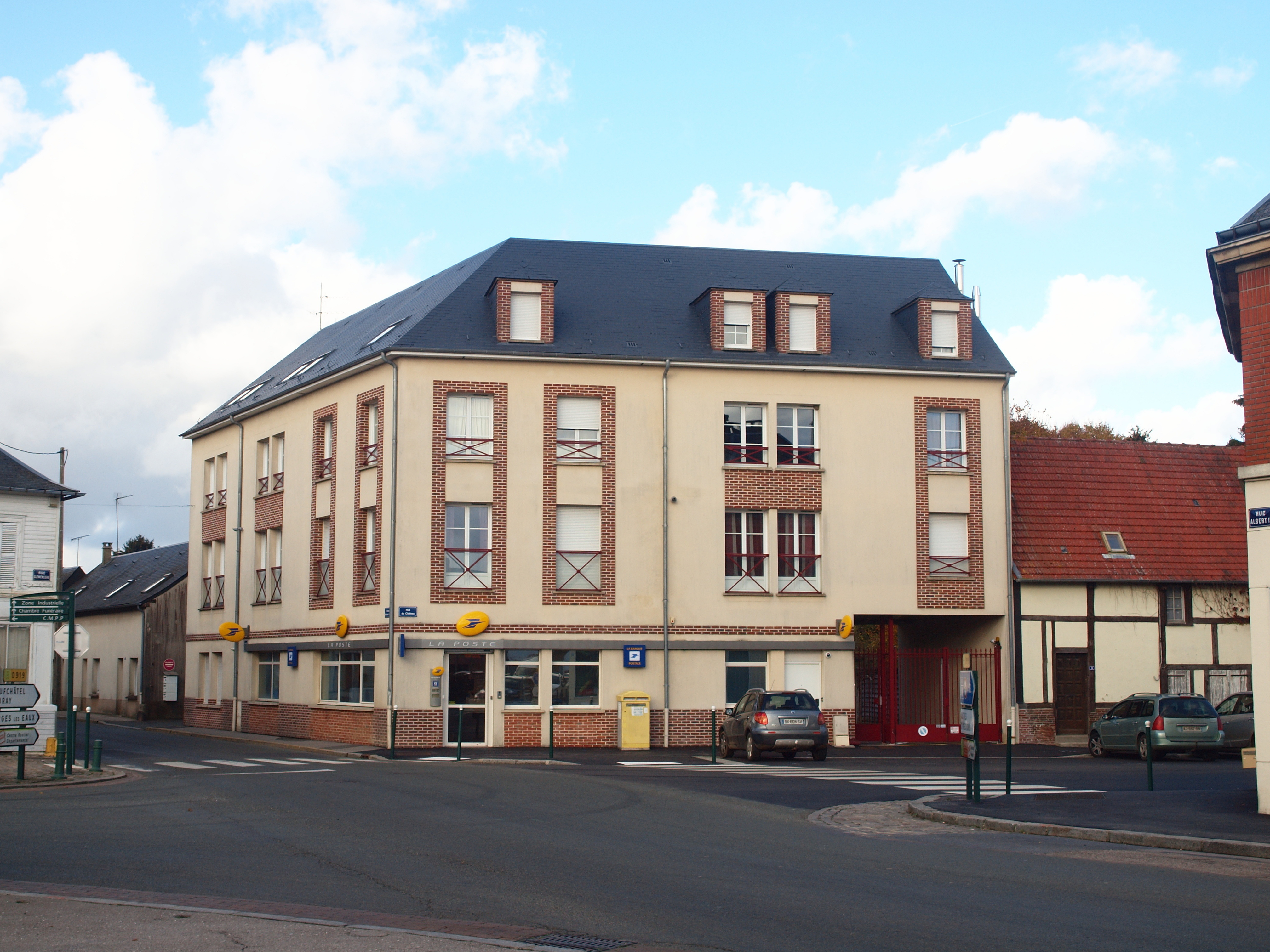
Postamt
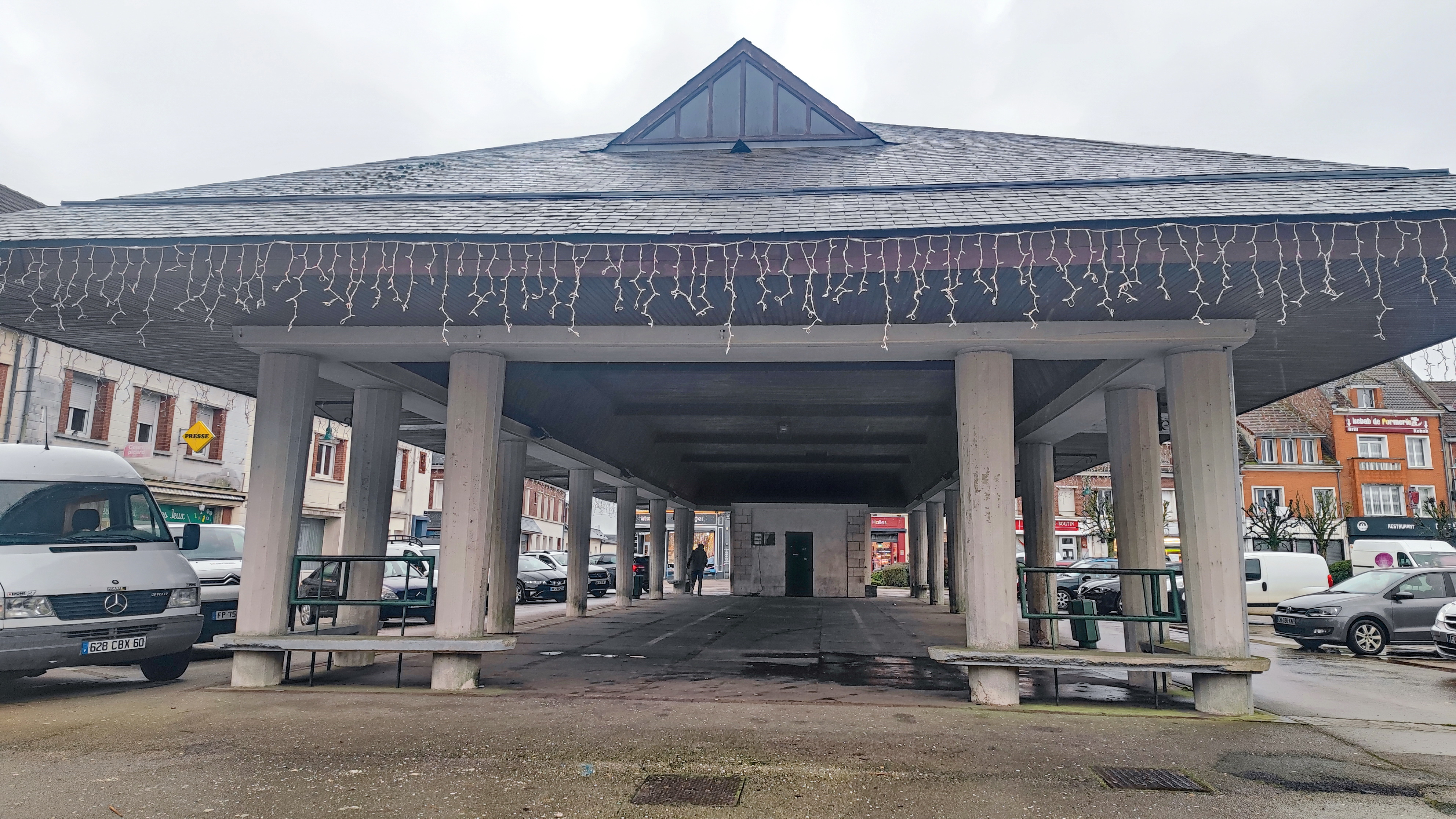
Ehemalige Markthalle (Halle au beurre = Butterhalle)
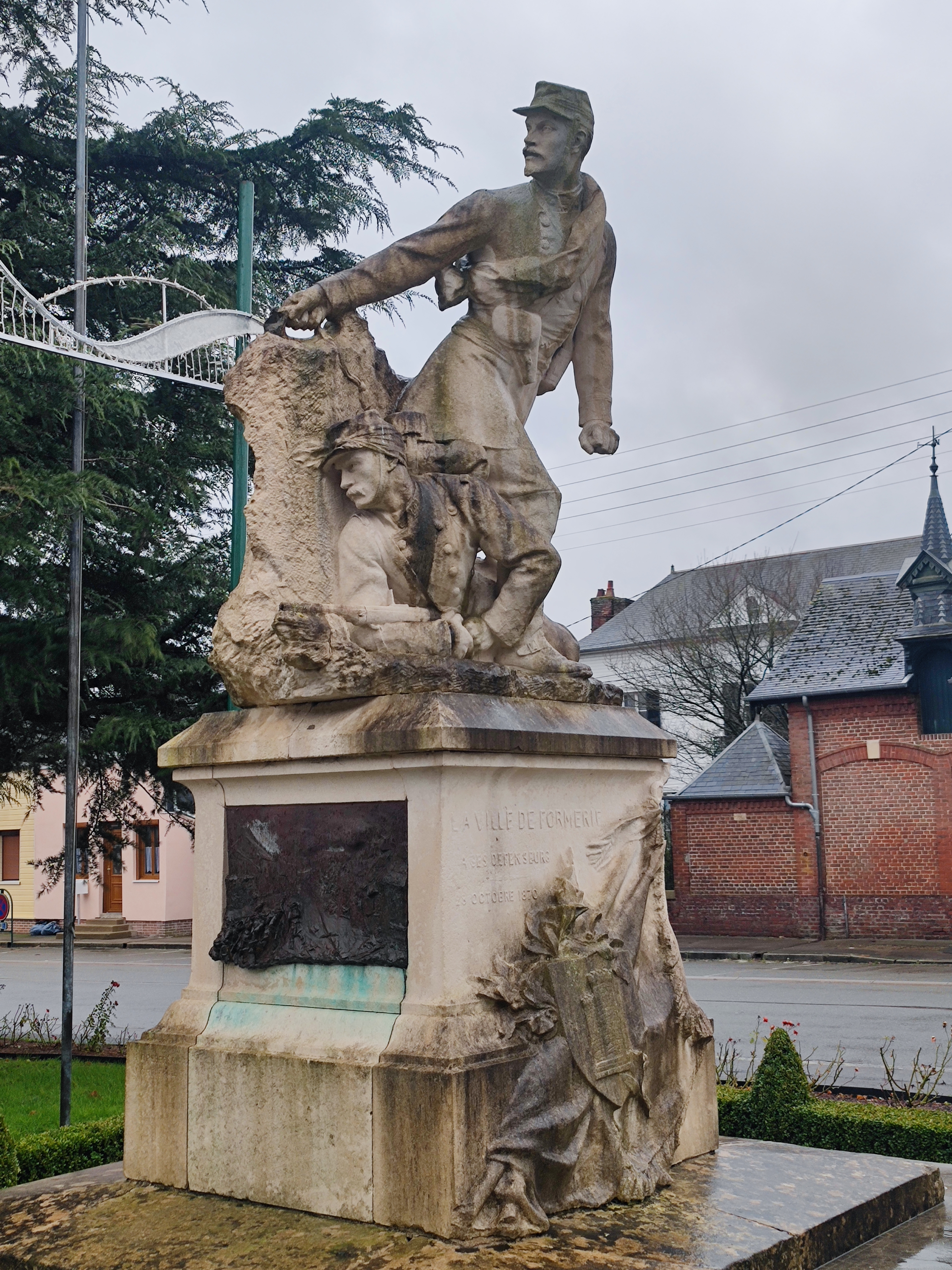
Gefallenendenkmal

- ehemalige Markthalle

- Kirche Notre-Dame
- Bahnhof
- Postamt
- Ehemalige Markthalle (Halle au beurre = Butterhalle)
- Gefallenendenkmal

## Gemeindepartnerschaft
- Nastätten (Rheinland-Pfalz)